# Karl Friedrich von Steinmetz
Karl Friedrich von Steinmetz (1796-1877) là một quý tộc và tướng lĩnh quân sự nổi tiếng của Phổ. Ông được mệnh danh là "Sư tử của Nachod", được phong hàm Thống chế (Generalfeldmarschall) của Đức.

## Cuộc đời binh nghiệp
Ông sinh ngày 27 tháng 12 năm 1796 tại Eisenach. Ngay từ năm 10 tuổi, ông đã được gửi đến một trường quân sự. Khả năng quân sự của mình đã khiến cho ông được lệnh tới kinh đô Berlin vào năm 16 tuổi, và nhập ngũ quân đoàn của tướng Yorck – đội quân chư hầu Phổ của Napoléon I trong cuộc tấn công nước Nga của Pháp năm 1812. Sau thất bại của Pháp tại Nga, tướng Yorck đã xé bỏ liên minh với người Pháp, và cuộc Chiến tranh Giải phóng Đức bùng nổ. Steinmetz đã tham gia tích cực trong cuộc chiến, với tư cách là một thiếu tá. Mặc dù bị thương nặng ở Königswarth, ông vẫn tham chiến trên lưng ngựa ở trận Bautzen. Ông cũng tiếp tục tham gia trong các trận đánh khác tại Đức và Pháp, góp phần đánh chiếm Paris năm 1814. Trong thời gian hòa bình sau những cuộc chiến tranh của Napoléon, Steinmetz chú tâm vào việc nghiên cứu quân sự và được thăng quân hàm.. Trong cuộc Chiến tranh Schleswig lần thứ nhất chống Đan Mạch năm 1848, ông tham gia chỉ huy trong quân đội Phổ, và được tặng thưởng Huân chương Quân công (Pour le Mérite). Ông cũng tham chiến tại Baden năm 1850, và được bổ nhiệm làm sĩ quan chỉ huy tại Cassel. Sau khi trở thành một tướng lĩnh của Phổ, ông mong muốn tham chiến trong Chiến tranh Schleswig lần thứ hai (1864), nhưng không được vì phải làm nhiệm vụ ở nơi khác.
Do sự táo bạo của Steinmetz, ngay từ năm 1848, viên chỉ huy sư đoàn của ông đã ca ngợi ông như "một sĩ quan tham mưu thật sự xuất sắc", song khẳng định rằng nếu Steinmetz là người dưới quyền thì chỉ huy của ông phải giám sát chặt chẽ ông. Tính cách của Steinmetz ngày càng trở nên ngang tàn và không kiên định sau khi con gái ông qua đời năm 1854. Khi cuộc Chiến tranh Áo-Phổ bùng nổ năm 1866, ông trở thành tư lệnh của Quân đoàn V, một phần thuộc biên chế Tập đoàn quân số 3 của Phổ dưới quyền Thái tử Friedrich Wilhelm. Trong vòng 3 ngày, ông lần lượt đánh bại quân đội Áo trong các trận đánh tại Nachod, Skalitz và Schweinschädel. Trong khi thắng lợi tại Nachod đã mở đường cho đại thắng của quân đội Phổ ở trận Königgrätz, chiến thắng vang dội tại Skalitz trước các lực lượng đông đảo hơn của Áo đã khiến cho những người lính dưới quyền Steinmetz gọi ông là "Sư tử của Skalitz". Cuộc chiến đã đưa tên tuổi của ông trở nên nổi tiếng trong quân ngũ Phổ, vì tài dụng binh của mình. Như một viên tướng sẵn sàng hy sinh tính mạng của binh lính để tiêu diệt kẻ thù, cá tính của ông có thể được nhìn thấy qua việc khi chỉ huy chiến dịch, ông đội chiếc nón lưỡi trai theo kiểu cuộc chiến 1813 – 1815, khác với thông lệ.
Vốn luôn coi mình là người noi theo tinh thần của Thống chế Blücher nổi danh, ông tỏ ra không thích ứng với sự thâm sâu của Moltke và điều này đem đến rắc rối cho ông trong Chiến tranh Pháp-Phổ. Khi chiến tranh với Pháp nổ ra năm 1870, mặc dù vị tư lệnh 70 tuổi không phải là sự lựa chọn của Moltke, ông được lòng người và là bạn thân của nhà vua Wilhelm I. Đối với quân đội năm 1870, Steinmetz là hiện thân cuối cùng của cuộc Chiến tranh Giải phóng Đức năm 1813. Với tư cách là tư lệnh Tập đoàn quân số 1 của Đức, ông giành một thắng lợi chiến thuật đắt giá khi các lực lượng của mình tấn công quân đội Pháp ở Spicheren, và cuộc tấn công thiếu kiên nhẫn này đã gần như là làm hỏng kế hoạch của Moltke. Ông cũng tham chiến tại trận đánh Courcelles. Trong trận Gravelotte, tính cách của ông đã gây cho tập đoàn quân của mình thiệt hại rất lớn và đến bên bờ vực thảm hoạ. Trước tình hình đó, Moltke phải cách chức chỉ huy của ông, để ông làm Thống đốc Posen. Về sự cứng đầu của Steinmetz, Thủ tướng Otto von Bismarck đã từng nói:
| “                   | Steinmetz lạm dụng lòng dũng cảm thật sự to lớn của binh lính của chúng ta – ông ta vô tâm với tính mạng của con người. | ” |
| — Otto von Bismarck | |   |

## Được phong hàm Thống chế và cuối đời
Vào tháng 4 năm 1871, ông từ chức theo yêu cầu của mình, nhưng người Phổ không quên lãng những cống hiến của ông đối với họ, khi mà thắng lợi làm suy giảm sự thù địch đối với ông, và ông được phong hàm Thống chế, với lương hưu là 2.000 thaler. Ông cũng trở thành một thành viên của hạ nghị viện. Trên tinh thần của sự trung thành vốn đã theo suốt sự nghiệp của ông, ông không hề biện minh cho các hành vi của mình năm 1870. Cuộc sống của ông khi về hưu tĩnh lặng và hạnh phúc, và ông vẫn khỏe mạnh cho tới khi trút hơi thở cuối cùng. Steinmetz qua đời tại Bad Landeck vào ngày 2 tháng 8 năm 1877. Trung đoàn bắn súng trường số 37 của quân đội Đế quốc Đức lấy tên ông như một phần của danh hiệu của trung đoàn này.
Xem phần phụ lục của Militär Wochenblatt (1877 và 1878).